# Amos Andersons konstmuseum
Amos Andersons konstmuseum (finska: Amos Andersonin taidemuseo) är ett privatägt konstmuseum i Helsingfors. Museet ägs av Föreningen Konstsamfundet och öppnades år 1965. Museets grundare var Amos Anderson, företagare med intressen inom den grafiska industrin och ägare av Hufvudstadsbladet.
Amos Andersons konstmuseum har specialiserat sig på finländsk konst från 1900-talet.
En del av Amos Andersons privata samlingar förvaras i Söderlångviks museum i Dragsfjärd på Kimitoön.
Konstsamfundet finansierar en i januari 2016 påbörjad om- och tillbyggnation av det närliggande Glaspalatset, museet Amos Rex, som invigdes i augusti 2018. I början av 2019 flyttade det av Konstsamfundet grundade och finansierade finlandssvenska kulturcentret Luckan in i konstmuseets tidigare utrymmen på Georgsgatan.
Sigurd Frosterus konstsamling är deponerad på Amos Andersons konstmuseum.